# Vriesea socialis
Vriesea socialis là một loài thuộc chi Vriesea. Đây là loài bản địa của Venezuela.